# Mymar ermak
Mymar ermak är en stekelart som beskrevs av Triapitsyn och Vladimir V. Berezovskiy 2001. Mymar ermak ingår i släktet Mymar och familjen dvärgsteklar. Inga underarter finns listade i Catalogue of Life.